# Есон (Ду)
Есон (фр. Eysson) насеље је и општина у источној Француској у региону Франш-Конте, у департману Ду која припада префектури Безансон.
По подацима из 2011. године у општини је живело 93 становника, а густина насељености је износила 15,47 становника/km². Општина се простире на површини од 6,01 km². Налази се на средњој надморској висини од 680 метара (максималној 740 m, а минималној 552 m).

## Демографија
| 1962. | 1968. | 1975. | 1982. | 1990. | 1999. | 2011. |
| ----- | ----- | ----- | ----- | ----- | ----- | ----- |
| 68    | 88    | 94    | 103   | 92    | 75    | 93    |

График промене броја становника у току последњих година